# Грязьовик
Грязьовик, фільтр попередньої очистки — фільтр у системах водопостачання, використовується для попередньої обробки води від крупних забруднень перед приладами обліку та обігріву води. У своїй конструкції передбачає камеру у якій збирається бруд, та грубу сітку із неіржавної сталі у якій затримується бруд та крупні за розміром часточки, що несуть загрозу для обладнання. Промислове виконання фільтрів попередньої очистки води передбачає кран для зливу бруду як у ручному виконанні, так і у автоматичному виконанні.
Побутове виконання фільтра-грязьовика передбачає конструкцію, яка нагадує тупикове відгалуження під 45° від горизонтально розміщеної труби, оснащується гайкою для періодичної очистки фільтру. Для побутових фільтів індивідуального використання має значення коректність його встановлення та орієнтація — фільтр розміщується горизонтально, із відгалуженням зорієнтованим донизу.